# Cidariplura
Cidariplura is een geslacht van vlinders uit de familie van de spinneruilen (Erebidae).
De typesoort is Cidariplura gladiata Butler, 1879.

## Soorten
- Cidariplura albolineata
- Cidariplura atayal
- Cidariplura bilineata
- Cidariplura brevivittalis
- Cidariplura butleri
- Cidariplura chalybealis
- Cidariplura chinensis
- Cidariplura dinawa
- Cidariplura dubia
- Cidariplura gladiata
- Cidariplura hani
- Cidariplura ilana
- Cidariplura maraho
- Cidariplura modesta
- Cidariplura nigrisigna
- Cidariplura nigristigmata
- Cidariplura ochreistigma
- Cidariplura olivens
- Cidariplura perfusca
- Cidariplura shanmeii
- Cidariplura signata
- Cidariplura subhani